# Чесноков, Дмитрий Иванович
Дми́трий Ива́нович Чесноко́в (25 октября (7 ноября) 1910 года, с. Каплино, Курская губерния — 17 сентября 1973 года, г. Москва, РСФСР, СССР) — советский философ, государственный и партийный деятель, специалист по русской философии. Доктор философских наук (1951), профессор (1952), академик АПН СССР (1968). Лауреат Сталинской премии СССР (1951). Заслуженный деятель науки РСФСР (1970).
Член Президиума ЦК КПСС (1952—53 гг.). Глава Государственного комитета по радиовещанию и телевидению при Совете Министров СССР (1958—59 гг.).

## Биография
Родился в семье крестьянина.
Окончил Московский государственный педагогический институт (1931). В 1931—1943 гг. преподаватель, заведующий кафедрой Свердловского университета.
В 1943—1946 гг. заведующий отделом Свердловского городского комитета ВКП(б), в 1946—1947 секретарь Свердловского городского комитета ВКП(б) по пропаганде.
После выступления на философской дискуссии 1947 года «затребован» в Москву. В 1947—1948 гг. заместитель заведующего отделом науки Управления пропаганды и агитации ЦК ВКП(б).
В 1948—1951 гг. заместитель директора Института философии Академии наук СССР, с 1948 года профессор МГУ, одновременно в 1949—52 гг. главный редактор журнала «Вопросы философии».
В 1952—1953 гг. заведующий Отделом философии и истории ЦК, член Постоянной комиссии по идеологическим вопросам при Президиуме ЦК КПСС, главный редактор журнала «Коммунист».
На XIX съезде КПСС Д. И. Чесноков стал членом Политбюро (Президиума) ЦК КПСС: И. В. Сталин в конце жизни прочил его в главные идеологи коммунистической партии. Однако на следующий день после смерти Сталина, 5 марта 1953 года, Чесноков из Президиума ЦК КПСС был выведен. Как писал Федор Лясс:
«Обращает на себя внимание статья Д. Чеснокова в „Правде“ от 18 марта: „И. В. Сталин о Советском государстве“. Это тот самый Чесноков, что был введен Сталиным на ХIХ съезде партии в члены Президиума ЦК. Причем ни для кого не было секретом, что избрание Д. И. Чеснокова на столь высокий пост связано с его позицией, представлявшей евреев основными врагами социалистического государства. Он заработал свое место в высшем органе власти СССР тем, что приветствовал Сталина за разгром оппозиции, в основном состоящей из евреев, в тридцатых годах. Это — тот самый Чесноков, которому приписывается составление брошюры, обосновывающей депортацию евреев из промышленных городов СССР и призывающей к осуществлению этой акции. Так вот, в мартовской публикации „Правды“, развивая теоретические аспекты государства, автор перепевает высказывания Сталина и особо указывает на „опасность недооценки роли и значения буржуазных государств и их органов, засылающих в нашу страну шпионов, убийц и вредителей“. Чесноков отмечает „значение Советского социалистического государства, его военных, карательных и разведывательных органов, необходимых для защиты страны…“
Особо отмечает этот холуйствующий автор „важность“ неоднократных призывов И. В. Сталина „помнить о наличии враждебного капиталистического окружения, повышать бдительность советских людей и всемерно укреплять Советские Вооруженные силы, карательные органы и разведку“. Замечу, что неделей раньше была напечатана передовица „Неустанно крепить мощь Советского государства“ с той же самой фразеологией, что, несомненно, почти точно изобличает её автора — все того же Чеснокова Д. И.»
В 1953—1955 гг. заведующий отделом пропаганды Горьковского областного комитета КПСС. В 1955—1957 гг. секретарь Горьковского областного комитета КПСС. Также работал в Горьковском пединституте.
В 1957—1959 гг. председатель Государственного комитета по радиовещанию и телевидению при Совете Министров СССР.

 Председателем Комитета по радиовещанию и телевидению был назначен Дмитрий Иванович Чесноков, ранее работавший в Президиуме ЦК КПСС. Несмотря на былую высокую должность, это был скромнейший человек. Такие партработники встречались довольно редко. Умница, философ по образованию, он посвятил свою научную жизнь изучению творчества Герцена, в чём весьма преуспел. — Н. П. Карцов 
Профессор (1948—1960), заведующий кафедрой диалектического и исторического материализма (1959—1960) и с её разделением — заведующий кафедрой исторического материализма (1960—1967) философского факультета МГУ.
Г. С. Батыгин отмечал его содействие созданию кафедры социологии на факультете.
В 1967—1970 гг. проректор Академии общественных наук при ЦК КПСС.
Действительный член Академии педагогических наук СССР по Отделению теории и истории педагогики с 30 января 1968 года.
Член ВКП(б) с 1939 года. Член ЦК КПСС (1952—56).
С 1970 года на пенсии.
Похоронен в Москве, на Даниловском кладбище.
В своем труде «Исторический материализм» (М.: Мысль, 1964) отмечал: «Догматики и сектанты, распространяющие период диктатуры пролетариата на весь период социализма, по существу разделяют ошибочное положение Сталина об обострении классовой борьбы при социализме».

## Награды
- Орден Ленина

- Орден Трудового Красного Знамени

- Орден «Знак Почёта»

- Лауреат Сталинской премии третьей степени (1951) за работу «Мировоззрение А. И. Герцена», лауреат 2-й премии имени М. В. Ломоносова за книгу «Исторический материализм» (1965)[5].

- Заслуженный деятель науки РСФСР (1970).

Могила Чеснокова на Даниловском кладбище Москвы

## Семья
Дочь Гаймакова Бэла Дмитриевна (р. 1934) — профессор, кандидат исторических наук, почётный радист, почётный работник высшего образования РФ.
Сын — Чесноков Григорий Дмитриевич (р. 1937) — доктор философских наук, профессор, работает в Московском городском педагогическом университете.

## Сочинения
Книги
- Мировоззрение Герцена. М., Госполитиздат, 1948
- Марксизм-ленинизм о базисе и надстройке. Лекции. М., 1951
- Советское социалистическое государство. М., Госполитиздат, 1952
- Роль социалистического государства в строительстве коммунизма. М., Соцэкгиз, 1959
- Исторический материализм. М., Мысль, 1964. (2-е изд. 1965)
- Материалистическое понимание истории и строительство коммунизма в СССР. М., [б. и.], 1965
- Исторический материализм как социология марксизма-ленинизма. / Акад. обществ. наук при ЦК КПСС. Кафедра марксистско-ленинской философии. — М.: Мысль, 1973. — 319 с.

Статьи
- И. В. Сталин о большевистской партии как руководящей силе Советского государства // Вопросы марксистско-ленинской философии. М., 1950;